# Фол ъф Сиренити
 Тази статия е за немската група.  За австрийската група вижте Сиренити (група).  
Фол ъф Сиренити (на английски: Fall of Serenity) е немска мелодична дет метъл група от Тюрингия и Саксония.

## История на групата
Групата е основана през 1998 г. През декември 1998 г. първите парчета на Tripti са записани в студиото Rape of Harmonies. През януари 2000 г. x83x Records издава записите като Smoldering Doom на 12" винил, а през юли 2001 г. албумът е издаден на CD от британския лейбъл Abstraction Communications.
През лятото на 1999 г. Fall of Serenity записва сплит LP с Heaven Shall Burn. В този запис групата покрива парчето Heaven Shall Burn Partisan, което по-късно също е интерпретирано от Caliban в сплит компактдиска The Split Program.
Демо с четири песни е записано в края на 2000 г., което води до издаването на албума Grey Man's Requiem през 2001 г. от Voice of Life Records. През същата година групата тръгва на турне с Beyond The Sixth Seal в Германия и по-късно с Buried God в Чехия.
През 2004 г. третият албум, Royal Killing, е издаден от Metal Age Productions и в Съединените щати чрез разпространение на Century Media. По-късно групата прави турне с Dismember и Anata. Четвъртият албум, Bloodred Salvation, е издаден на 12 май 2006 г. от Lifeforce Records. „Фол ъф Сиренити“ обикаля Европа с Hate Eternal и By Night, а през 2007 г. прави турне в Германия с Callejon.
През ноември 2007 г. новият албум The Crossfire е издаден от Lifeforce Records, като отново е записан в студиото Rape of Harmonies и е смесен и продуциран от Дан Суоно. През февруари 2008 г. се провежда европейско турне с Dismember и Hatesphere. В резултат на това The Crossfire се класира в немските DJ метъл/рок класации за няколко седмици.
Групата също свири за With Full Force и Summer Nights 2008.
След като планираното източноевропейско турне през зимата на 2008 г. е отменено без посочване на причини, групата официално обявява разпадането си през февруари 2009 г.
Певецът Джон Галърт е басист на групата Deadlock от април 2009 г. През 2011 г. Джон Галърт преминава към вокали в Deadlock, така че китаристът Фердинанд Ревицки поема баса в Deadlock.
Fall of Serenity обявява във „Фейсбук“, че се е събрала отново след тригодишна пауза и че предстои нов албум през 2012 г.
Групата работи върху песни за нов албум от 2017 г. Част от предварителната продукция е завършена заедно с Фабиан Хилдебранд (Deserted Fear) в качеството на продуцент.
През септември 2023 г. посредством социалните мрежи и видеоплатформите групата обявява нов албум, озаглавен Open Wide, O Hell, който трябва да бъде издаден през 2024 г. За издаването на албума отново отговаря звукозаписният лейбъл Lifeforce Records.

## Състав на групата
- Еди Лангнер, китари (от 1998)
- Александър Фишер, китари (1998 – 2006), бас (2006)
- Джон Галърт, бас (2000 – 2006), вокали от 2006)
- Луц Айненкел, барабани (от 2005)
- Фердинанд Ревицки, китари (от 2007)

## Дискография
- Heaven Shall Burn / Fall of Serenity (1999)
- Demonstration Tracks 2000 (2000)
- Smoldering Doom (2000)
- Grey Man's Requiem (2001)
- Royal Killing (2004)
- Bloodred Salvation (2006)
- The Crossfire (2007)